# Johannes Wetzler
Johannes Wetzler (* 11. Juli 1936 in St. Ingbert; † 7. Juni 2020) war ein deutsch-österreichischer Dirigent, Musiker und Chorleiter.

## Jugend und Ausbildung
Johannes Wetzler besuchte zunächst die Volksschule und das Gymnasium in St. Ingbert. Als Hauptinstrumente lernte er Geige und Klavier. Das Abitur legte er in Trier ab. Es folgte ein Studium der Musikwissenschaften an der Hochschule für Musik in Saarbrücken. Von 1959 bis 1961 setzte Wetzler seine Studien an der Universität für Musik und darstellende Kunst Wien fort. Zu seinen Lehrern zählten neben Hans Swarowsky (dirigieren) auch Hans Gillesberger (Kirchen und Schulmusik) und Ferdinand Grossmann (Gesang). Die Studien schloss er mit der Prüfung zum Kapellmeister ab.

## Karriere
Ein Engagement am damaligen, von Hermann Wedekind geleiteten Stadttheater Saarbrücken führte ihn wieder zurück ins Saarland. Dort stellte er seine musikalische Vielfältigkeit sowohl als Tenorbuffo sowie als Dirigent und Regie-Assistent unter Beweis. Ein dreijähriges Intermezzo bildete von 1965 bis 1968 die Arbeit als Organist, Chorleiter und Küster in der katholischen Herz-Jesu Gemeinde der Pfarrei Altenwald. Eine weitere Station des Karrierewegs begann 1968 in Klagenfurt, wo er bis 1970 als Chordirektor und Kapellmeister tätig war.
Seit Herbst 1970 leitete Wetzler, zunächst als Chordirektor und seit 1974 auch als Dirigent die musikalischen Geschicke des Landestheater Linz, dem er bis zum Eintritt des Ruhestandes 2001 treu blieb. Seine Schaffenszeit war von zahlreichen, teils umjubelten Aufführungen aus Oper, Operette und Musical geprägt. Neben dieser Tätigkeit engagierte sich Wetzler bis Ende 2011 als Chormeister der Linzer Singakademie, als Dirigent des Universitätsorchesters Linz sowie des Linzer Konzertvereins.
1989 erhielt Wetzler das Ehrenzeichen der Johannes Kepler Universität Linz, 1995 das silberne Ehrenzeichen des Landes Oberösterreich.
Johannes Wetzler lebte in Linz und hatte die österreichische Staatsbürgerschaft angenommen. Er war Vater zweier Söhne.